# Arsenal Stadium
L'Arsenal Stadium, conegut popularment com a Highbury o Home of Football, era l'estadi de futbol de l'Arsenal Football Club entre el 6 de setembre de 1913 fins al 7 de maig del 2006. Era al districte de Highbury al nord de Londres. En aquest estadi, es jugaren els partits de l'època daurada de l'Arsenal fins a l'any 2006, quan fou enderrocat i l'equip passà a jugar a l'Emirates Stadium, situat a poca distància de l'antic estadi.
Construït originalment el 1913, va ser reconstruït en diverses ocasions. Hi va hi haver uns quants intents d'expansió però van ser bloquejats per la comunitat de veïns, fet que va dur l'equip a construir el nou estadi de l'Emirates Stadium. L'Arsenal Stadium va ser derruït exceptuant alguna part de les graderies Est i Oest.
S'hi van disputar diversos partits de seleccions nacionals, partits dels jocs olímpics d'estiu de 1948 i de semifinals de la FA Cup, també boxa, beisbol i partits de cricket.
L'estació de metro propera a l'antic estadi va ser rebatejada el 1932 amb el nom Arsenal, sent l'única estació del metro de Londres amb el nom d'un equip de futbol.
A part de la seva arquitectura, l'estadi era conegut per un petit i impecable terreny de joc i pel famós rellotge al costat sud del terreny que data de l'època de la construcció el 1930.

## Estadístiques de partits

### Arsenal
Estadístiques completes de partits oficials de l'Arsenal a Highbury:
| Competició     | P    | V    | E   | D   | GF   | GC   | Victòries % |
| -------------- | ---- | ---- | --- | --- | ---- | ---- | ----------- |
| Lliga          | 1689 | 981  | 412 | 296 | 3372 | 1692 | 58%         |
| FA Cup         | 142  | 92   | 32  | 18  | 305  | 123  | 64.5%       |
| League Cup     | 98   | 69   | 14  | 15  | 195  | 74   | 70%         |
| Europa         | 76   | 50   | 17  | 9   | 153  | 60   | 66%         |
| Charity Shield | 5    | 4    | 0   | 1   | 13   | 6    | 80%         |
| Total          | 2010 | 1196 | 475 | 339 | 4038 | 1955 | 60%         |

* Llegenda: V: Victòries, E:Empats, D:Derrotes, GF:Gols a favor, GC: Gols en contra

### Selecció anglesa
Estadística de la selecció anglesa de futbol a Highbury:
| Competició                  | P  | V | E | D | GF | GC | Victòries % |
| --------------------------- | -- | - | - | - | -- | -- | ----------- |
| Copa del Món (Qualificació) | 1  | 1 | 0 | 0 | 4  | 1  | 100%        |
| British Home Championship   | 1  | 0 | 0 | 1 | 1  | 2  | 0%          |
| Friendly matches            | 10 | 8 | 2 | 0 | 42 | 12 | 80%         |
| Total                       | 12 | 9 | 2 | 1 | 47 | 15 | 75%         |

* Llegenda: V: Victòries, E:Empats, D:Derrotes, GF:Gols a favor, GC: Gols en contra

### FA Cup semifinals
L'Arsenal mai va jugar una eliminatòria de semifinal de la FA Cup al seu propi estadi.
| #  | Data | Victòria               | Resultat | Perdedor                |
| -- | ---- | ---------------------- | -------- | ----------------------- |
| 1  | 1929 | Portsmouth             | 1–0      | Aston Villa             |
| 2  | 1937 | Preston North End      | 4–1      | West Bromwich Albion    |
| 3  | 1939 | Portsmouth             | 2–1      | Huddersfield Town       |
| 4  | 1949 | Leicester City         | 3–1      | Portsmouth              |
| 5  | 1958 | Manchester United      | 5–3      | Fulham                  |
| 6  | 1978 | Ipswich Town           | 3–1      | West Bromwich Albion    |
| 7  | 1981 | Tottenham Hotspur      | 3–0      | Wolverhampton Wanderers |
| 8  | 1982 | Queens Park Rangers    | 1–0      | West Bromwich Albion    |
| 9  | 1983 | Brighton & Hove Albion | 2–1      | Sheffield Wednesday     |
| 10 | 1984 | Everton                | 1–0 aet  | Southampton             |
| 11 | 1992 | Liverpool              | 1–1      | Portsmouth              |
| 12 | 1997 | Chelsea                | 3–0      | Wimbledon               |